# Пуку
Пуку (лат. Kobus vardonii) — африканская антилопа рода водяных козлов. Научное название, присвоенное исследователем Африки Давидом Ливингстоном, увековечило имя его друга Франка Вардона.

## Описание
Шерсть преимущественно золотисто-жёлтая, по бокам несколько светлее, а на брюхе серо-белая. Конечности равномерно коричневые. Самцы пуку носят относительно короткие сильные и лирообразные рога с выраженными кольцами. Высота в холке составляет около 80 см. Родство с водяным козлом хорошо заметно по форме головы.

## Распространение
Пуку распространён в Центральной Африке, прежде всего в таких странах как Демократическая Республика Конго, Замбия, Ботсвана (исключительно в национальном парке Чобе), а также в Анголе. Его средой обитания являются заливные равнины и болота.

## Поведение и питание
Величина стад пуку варьирует от 5 до 30 особей. Самцы живут в одиночку и владеют собственным участком. Передвижение пуку имеет сходство с лошадьми, скачущими галопом. Обычно эти животные доверчивые и не боятся человека. В качестве пищи они предпочитают травы.

## Систематика
Хотя пуку ранее рассматривался как южный вариант коба, он отличается от него прежде всего в размерах и по поведению. Сегодня его считают отдельным от коба видом, хотя порой объединяют в общий род Adenota.